# Uelfe I
Uelfe I ist eine Ortschaft in Radevormwald im Oberbergischen Kreis im nordrhein-westfälischen Regierungsbezirk Köln in Deutschland.

## Lage und Beschreibung
Der Ort liegt im Osten des Stadtgebietes im Tal des Uelfebaches inmitten des Industriegebietes Mermbach. Im Ort mündet der Lünsenburger Bach in die Uelfe. Nachbarorte sind Mermbach, Uelfe II, Grüne, Rädereichen und Radevormwald.
Politisch wird die Hofschaft durch den Direktkandidaten des Wahlbezirks 10 im Rat der Stadt Radevormwald vertreten.

## Geschichte
1484 wird der Ort Uelfe erstmals erwähnt. Ein „Clais in Olve“ wird in einer Darlehensliste für Herzog Wilhelm III von Berg geführt. In der Karte Topographische Aufnahme der Rheinlande von 1825 sind im Bereich Uelfe I zwei voneinander getrennt liegende Hofstellen mit dem Namen „Uelfe“ aufgeführt. In der Preußischen Uraufnahme von 1840 bis 1843 sind ebenfalls zwei getrennte Hofstellen zu sehen. Für beide Plätze lautet hier die Ortsbezeichnung „Schäfersülfe“. Erst die historische topografische Karte von 1892 bis 1894 (Preußische Neuaufnahme) nennt die heute gebräuchliche Ortsbezeichnung „Uelfe I“.